# Élite

Farbiges Logo und Schreibweise ohne Akut im Vorspann

Élite (stilisierte Schreibweise ÉLITƎ bzw. ELITƎ) ist eine spanische Fernsehserie von Carlos Montero und Darío Madrona, die von 2018 bis 2024 für den Streaming-Dienst Netflix produziert wurde. Die Serie spielt am Las Encinas, der exklusivsten Privatschule Spaniens, und dreht sich um die Beziehungen zwischen drei Schülern aus der Arbeiterklasse, die über ein Stipendium an die Schule kommen, und ihren wohlhabenden Klassenkameraden.

## Handlung

### Staffel 1
Nachdem die Schule San Esteban im Armenviertel des Dorfes zusammengebrochen ist, sponsert das Bauunternehmen den drei Schülern Samuel, Nadia und Christian ein Stipendium an der Eliteschule Las Encinas. Alle drei haben zunächst Schwierigkeiten, sich an der neuen Schule einzufinden, da sie von ihren Mitschülern verachtet werden. Vor allem Guzmán ist den Neuankömmlingen abgeneigt, während seine Schwester Marina sie willkommen heißt und sie auf ihre Geburtstagsfeier einlädt. Samuel fühlt sich gleich zu Marina hingezogen. Jedoch hat er auch mit seiner Vergangenheit zu kämpfen, da sein Bruder Nano im Gefängnis sitzt. Als dieser überraschend wieder auftaucht und Geldprobleme hat, versucht Samuel ihm zu helfen. Bei einer Party kommen sich auch Nano und Marina näher und haben Sex miteinander. Marina bandelt anschließend auch mit Samuel an, bis sie erfährt, dass sie von Nano schwanger ist. Daraufhin wollen sie zusammen abhauen. Samuel, der durch Zufall von der Affäre zwischen seinem Bruder und Marina erfährt, ist am Boden zerstört und will nichts mehr von ihm wissen. Außerdem erfährt er, dass Marina vor einigen Jahren positiv auf HIV getestet wurde, nachdem sie mit einem Jungen geschlafen hatte.
Nadia, eine Hijab-tragende Muslimin, macht sich Lu, die Freundin von Guzmán, gleich zur Feindin, da beide die Trophäe als beste Schülerin gewinnen wollen, um ein Stipendium an einer Eliteuniversität in Florida zu erhalten. Außerdem beobachtet Nadia Lu und Guzmán beim Sex in der Damenumkleide, was ein Regelverstoß ist. Um Nadia loszuwerden, heckt Lu zusammen mit Guzmán einen Plan aus. Dieser sieht vor, dass Guzmán Nadia verführt und entjungfert, um sie vor allen bloßzustellen. Guzmán jedoch lernt Nadia mit der Zeit besser kennen und kann den Plan nicht vollenden, da er sich in Nadia verliebt hat.
Christian hält nicht viel von der Bildung am Las Encinas, sondern will nur reiche Freunde bekommen. Er bandelt mit Carla an, die allerdings mit Guzmáns bestem Freund Polo zusammen ist. Die drei geraten schnell in eine Dreiecksbeziehung. Mit der Zeit fühlt sich Polo zu Christian hingezogen. Durch eine Intrige schläft Christian mit Polo. Als Carla davon erfährt, trennt sie sich von Polo. Christian findet in Ander, dem Sohn der Direktorin, den einzigen Freund. Ander, ein angehender Tennisstar, lernt über Christian Omar kennen, der ihn mit Drogen versorgt. Die beiden kommen sich näher und müssen sich mit ihrer Homosexualität auseinandersetzen. Die beiden werden ein Paar, müssen dies jedoch vor ihren Eltern geheim halten. Außerdem gesteht Ander seinem Vater, dass er kein Tennisstar werden will.
Der Höhepunkt der Dramen und Intrigen findet auf der Jahresabschlussparty der Eliteschule statt, als Marina tot aufgefunden wird. Nano wird aufgrund einer Aussage von Samuel, der Nano vom Tatort wegrennen gesehen hat, von der Polizei verhaftet. Es stellt sich jedoch heraus, dass Nano unschuldig ist, da Polo Marina erschlagen hat. Polo tötete Marina, da diese eine Armbanduhr, die Nano gestohlen hat, von Carlas Vater hatte. Auf der Armbanduhr waren brisante Informationen von Marinas und Carlas Vater enthalten. Polo wollte unbedingt die Armbanduhr Carla zurückgeben, um ihr seine Liebe zu gestehen. Carla und Christian kommen Polo durch Zufall auf die Spur und decken ihn daraufhin. Christian will gerne die Wahrheit sagen, wird jedoch von Carla unter Druck gesetzt, da er durch sie die Chance hat, in die bessere Gesellschaft zu kommen. Samuel glaubt mittlerweile an die Unschuld seines Bruders und bittet Christian um Hilfe bei der Suche nach dem wahren Mörder.

### Staffel 2
Die Ereignisse drehen sich um das Verschwinden von Samuel. Er ist sich sicher, dass sein Bruder Nano Marina nicht getötet hat und will gemeinsam mit Guzmán Marinas wahren Mörder stellen. Christian, der die Wahrheit kennt, kämpft mit seinem Gewissen. Als er alles gestehen will, wird er im Auftrag von Carlas Vater angefahren und kann anschließend nicht mehr laufen. Carlas Vater bietet ihm an, seine medizinische Behandlung zu zahlen, wenn er das Geheimnis wahrt und Spanien verlässt. Dies nimmt Christian an.
Außerdem gibt es drei neue Schüler an der Schule, die alle ihre Geheimnisse haben: Rebeka, Cayetana und Valerio. Rebekas Mutter macht Geld mit dubiosen Drogengeschäften, wohingegen mit Cayetana eine echte Internetbekanntheit die Schule besucht. Doch sie hat ein Geheimnis: Sie ist nicht reich und ihre Mutter arbeitet als Putzfrau, was im Verlauf der Staffel auch herauskommt. Valerio hatte eine geheime Affäre mit seiner Halbschwester Lu. Währenddessen unternimmt Polo einen Selbstmordversuch, um sein Gewissen zu beruhigen, lernt aber schließlich mit der Hilfe von Cayetana, glücklich zu leben. Anders psychische Gesundheit verschlechtert sich aufgrund der Last, dass er Polos Geheimnis kennt. Dieses belastet die Beziehung zwischen ihm und Omar.
Samuel macht sich an Carla ran, da er davon überzeugt ist, dass sie mehr weiß als sie zugibt. Er verliebt sich mit der Zeit in sie. Aber um seinen Plan umzusetzen, lässt er sie im Dunkeln. Ihr wird weisgemacht, dass Samuel tot ist, und daraufhin gesteht sie Polos Tat. Polo wird verhaftet, aber zwei Wochen später wieder freigelassen und kehrt zur Schule zurück.

### Staffel 3
Das Abschlussjahr beginnt. Samuel schickt seine Mutter zu Nano, der vor der Polizei geflohen ist. Daraufhin ziehen Rebeka, deren Mutter durch Samu verhaftet wurde, und Valerio, dessen Eltern ihn durch seine Beziehung zu Lu nicht mehr wollen, bei ihm ein. Bei Ander wird Krebs diagnostiziert und seine Beziehung mit Omar gestaltet sich als schwierig, woraufhin dieser eine Beziehung mit dem neuen Schüler Malick, der eine Beziehung zu Nadia hat, beginnt. Lus Eltern akzeptieren sie durch ihre Beziehung mit Valerio auch nicht mehr, woraufhin sie sich, genauso wie Nadia, für ein Stipendium an der Columbia bewirbt. Zwar gewinnt Nadia das Stipendium, doch sie entschließt sich, es mit Lu zu teilen. Carla beginnt eine Beziehung mit dem neuen Schüler Yeray, dem Gründer eines erfolgreichen Startups, jedoch nur auf Wunsch ihres Vaters. Polo wird von allen gehasst, da sie wissen, dass er Marina ermordet hat. Nur Cayetana und Valerio, mit denen er eine Beziehung beginnt, halten zu ihm.
Die ganze Staffel dreht sich um die Ereignisse auf einer Abschlussfeier, infolge derer Polo stirbt. Es stellt sich heraus, dass Lu Polo mit dem Kopf einer zerbrochenen Champagnerflasche erstochen hat, woraufhin Polo auf die Tanzfläche stürzt und stirbt. Die Clique deckt Lu und lässt es nach Selbstmord aussehen.
Nach dem Vorfall fliegen Nadia und Lu mit Malick nach New York und Omar versöhnt sich mit seinem Vater und kehrt zu Ander zurück. Carla verreist und studiert an einer ausländischen Universität. Valerio wird Carlas Geschäftspartner und schmeißt die Schule aufgrund seines Alters. Rebeka (weil sie Drogen verkaufte), Guzmán und Samu (wegen ihres Verhaltens bezüglich Polo) und Ander (wegen seiner Krankheit) müssen ihr letztes Jahr wiederholen und starten zwei Monate später mit Omar in ein neues Schuljahr. Cayetana, die als Putzfrau in der Schule arbeitet, beobachtet die Szene.

### Staffel 4
Die Eliteschule Las Encinas erhält mit Benjamín Blanco Commerford einen neuen Schulleiter, der darüber hinaus auch noch einer der mächtigsten Geschäftsleute Europas ist. Seine drei Kinder Ari, Mencía und Patrick gehen auch auf die Schule und mischen die Clique um Samuel und Guzmán gewaltig auf. Ari, die Lieblingstochter Benjamíns, beginnt zunächst eine Beziehung mit Guzmán, der sich von Nadia getrennt hat. Mit der Zeit entwickelt sie auch Gefühle für Samuel und beginnt mit diesem ebenfalls eine Beziehung. Dies führt dazu, dass die Freundschaft von Samuel und Guzmán darunter leidet. Patrick beginnt eine sexuelle Dreiecksbeziehung mit Ander und Omar. Gerade Ander verändert sich im Laufe der Staffel, da er sein Leben nach seiner Krebserkrankung leben möchte. Dies führt dazu, dass sich die beiden kurzzeitig trennen. Mencía, die nebenbei als Prostituierte arbeitet, verliebt sich in Rebeka und beginnt mit ihr eine Beziehung. Dies gefällt Rebekas Mutter Sandra zunächst nicht, da sie von Mencías Nebentätigkeit weiß. Cayetana, die nach wie vor als Putzfrau in der Schule arbeitet, trifft auf den neuen Schüler Prinz Philippe Florian von Triesenberg, der wegen eines Skandals in seiner Heimat nach Spanien wechselt. Die beiden beginnen eine Beziehung, bis Cayetana dahinterkommt, dass Philippe in der Vergangenheit mit sexuellen Übergriffen zu tun hatte. Da Philippe sie in eine bessere Gesellschaft einführt, schweigt sie zunächst, trennt sich später jedoch endgültig von ihm. Philippe sieht ein, dass er in der Vergangenheit einen Fehler gemacht hat, und gesteht diesen seinem Opfer per Voice-Mail.
Die ganze Staffel dreht sich um die Ereignisse auf einer Silvesterparty, infolge derer Ari beinah im See ertrinkt. Es stellt sich heraus, dass Ari Armando der Polizei ausliefern wollte. Dieser hat Mencía für sexuelle Dienste bezahlt und glaubt nun, dass diese ihm gehört. Als Rebeka von Mencías Nebentätigkeit erfahren hat, weihte sie Ari ein. In der Silvesternacht will Ari Armando im betrunkenen Zustand mit ihrem Wissen konfrontieren und wurde von ihm verprügelt, infolge dessen sie in den See fällt. Guzmán sieht dies mit an und verfolgt Armando. Bei einem Kampf erschießt er ihn mit einer Leuchtpistole. Um Guzmán vor dem Gefängnis zu bewahren, lassen Samuel, Rebeka und er die Leiche im See verschwinden. Sie schwören sich, dass sie niemandem, auch nicht Ari und Mencía die Wahrheit sagen. Ander und Guzmán verlassen das Las Encinas, um gemeinsam auf Anders Weltreise zu gehen.

### Staffel 5
Anderthalb Monate nach den Ereignissen der Silvesterparty beginnt ein neues Semester am Las Encinas. Benjamín hat als Folge von Aris Angriff härtere Maßnahmen in der Schule umgesetzt, die bei den Schülern auf Ablehnung und Inakzeptanz stoßen. Sollte jemand gegen Benjamíns Regeln verstoßen, hat dieser mit schwerwiegenden Konsequenzen (Schulverweis, Noten- bzw. Punkteabzug etc.) zu rechnen. Mit Isadora Artiñán und Iván Carvalho kommen auch zwei neue Austauschschüler an die Schule.
Auf einer Party wird ein Video veröffentlicht, in dem Phillipes Opfer sein Voicemail-Geständnis abspielt und ihn verurteilt. In der Schule wird er von seinen Klassenkameraden gemieden, verachtet und bedroht. Nur Cayetana und Isadora halten zu ihm. Phillipe hofft, dass er weiterhin eine Zukunft mit Cayetana haben könnte, aber diese will ihn nur von seiner Sucht befreien, indem sie für ihn einen Therapeuten besorgt hat. Isadora hingegen hegt Gefühle für Phillipe und hilft ihm deswegen. Mit der Zeit erkennt auch Phillipe seine Gefühle für Isadora. Cayetana begegnet ihrem alten Freund Felipe und beginnt mit ihm, nachdem sie ihren Putzstelle im Las Encinas verloren hat, eine Beziehung. Isadora gerät wegen ihrer Drogensucht immer wieder aus dem Ruder und wird dabei eines Tages, als sie mit Iván nach Ibiza abgehauen ist, von Hugo, Javier und Álex vergewaltigt. Mit Hilfe von Phillipe stellt sie gegen diese eine Strafanzeige.
Samuel und Ari führen ihre Beziehung, aber Samuels Ehrgeiz in der Schule und seine Anerkennung bei Benjamín führen zu Problemen zwischen den beiden. Auch seine Freundschaft zu Omar leidet darunter. Dies wird nicht besser, als Omar den obdachlosen Flüchtling Bilal, den er beim Stehlen entdeckt hat, bei ihnen einziehen lässt, ohne Samuel zu informieren. Dieser sieht in Benjamín eine Art Vaterersatz. Auch in der Beziehung von Rebeka und Mencía kriselt es, weswegen beide beschließen, getrennte Wege zu gehen, jedoch hängen sie beide noch ziemlich aneinander. Am Ende der Staffel zieht jedoch Rebe den finalen Schlussstrich.
Patrick lernt am ersten Schultag Iván, Sohn des Fußballspielers Cruz Carvalho, kennen und erregt sofort seine Aufmerksamkeit. Auch Iván ist von ihm fasziniert, anfangs jedoch nur auf freundschaftlicher Basis, da er Interesse an Ari hat, denn mit dieser beginnt er ein Verhältnis, als die Beziehung zwischen ihr und Samuel kriselt. Mit der Zeit kommen sich Patrick und er körperlich näher und Iván muss sich eingestehen, dass er Gefühle für Patrick hegt. Dieser wiederum ist von Iváns Verhalten genervt und kommt dessen Vater Cruz näher, welcher seine Homosexualität vor der Öffentlichkeit geheim hält und erst durch Patrick zu seinem wahren Ich gefunden hat. Als Iván hinter die Affäre kommt, ist er von beiden enttäuscht und möchte schnellstens das Land verlassen. Er flüchtet mit Isadora nach Ibiza und muss mit ansehen, wie diese vergewaltigt wird. Da er unter Drogen- und Alkoholeinfluss stand, kann er sich an nichts erinnern, fühlt sich jedoch, zusammen mit Phillipe der nachgekommen ist, schuldig. Nach einem klärenden Gespräch mit seinem Vater, will Iván seine Gefühle gegenüber Patrick offen kommunizieren.
Omar entdeckt eines Tages die Leiche von Armando im See. Dadurch erfährt er, was in der Silvesternacht geschah und Samuel und Rebeka somit in den Mordfall verwickelt sind. Um diese sowie Guzmán zu schützen, wollen sie den Mord Benjamín, der sowieso wegen seiner Geschäfte mit Armando in den Fokus der Ermittlungen gerät, unterschieben. Samuel ist von dieser Idee nicht begeistert und lässt sich lieber auf einen Deal mit Benjamín ein. Er gesteht die Tat, da Benjamín ihm versichert, er würde ihn aus dem Gefängnis holen sowie finanziell und geschäftlich in der Zukunft unterstützen. Schnell muss Samuel erkennen, dass das nur leere Worte Benjamíns waren. Dank der Unterstützung seiner Freunde und der Valentinsparty Iváns, konnte die Kaution bezahlt und er aus dem Gefängnis entlassen werden. Mencía entdeckt währenddessen, dass ihr Handy, welches sie von Armando geschenkt bekommen hat, eine zweite SIM-Karte enthält. Diese beinhaltet belastendes Material über Benjamín. Wegen der SIM-Karte kommt es zwischen Samuel und Benjamín zum Streit. Dabei schubst Benjamín Samuel unglücklich, der dabei mit seinem Kopf auf den Beckenrand des Pools knallt, sich dabei eine Kopfplatzwunde holt und anschließend in den Pool fällt. Benjamín möchte den Unfall vertuschen, doch Patrick hat seine Schwestern angerufen, welche kurz darauf zusammen mit Rebe und Omar ankommen und den schwerverletzten Samuel vorfinden. Benjamín wird unter den Augen seiner Familie und Samuels Freunden verhaftet und es bleibt unklar, ob Samuel überlebt hat.

### Staffel 6
Einige Wochen nach Samuels Tod beginnt am Las Encinas ein neues Schuljahr. Rebe, Omar, Cayetana und Philippe haben die Schule verlassen, während Benjamín im Gefängnis hockt. Die Schule erhält mit Virginia eine neue Schulleiterin und begrüßt neue Mitschüler: das Influencer-Paar Sara und Raúl, der Kellner Didac, der transgende Nico, die wohlhabende Rocío und Sonia. Auch Ari, Mencía und Patrick kehren widerwillig nach den Ereignissen zu Schule zurück.
Ari freundet sich mit Nico an und entwickelt Gefühle für ihn. Sie ist jedoch aufgrund seiner geschlechtsangleichenden Operationen verunsichert und stößt ihn deshalb des Öfteren zurück. Auch Nico selbst hat mit seinem neuen „Ich“ zu kämpfen. Nico möchte die letzte Operation durchführen, zweifelt jedoch, ob er dies tatsächlich will. Ari wiederum betäubt ihren Kummer mit Alkohol, da sie sich nicht mit Samuels Tod auseinandersetzen kann. In Iván findet sie einen Vertrauten und während einer Party haben die beiden Sex miteinander. Wenig später erfährt Ari, dass sie von Iván schwanger ist. Dies bekommt auch Sonia, die Ex-Freundin von Nico, mit und die beiden freunden sich an. Sie hilft und unterstützt Ari auch, als diese beschließt, das Kind abzutreiben.
Patrick und Iván führen wieder eine Beziehung, die aber aufgrund Patricks Verunsicherung immer wieder in Turbulenzen gerät. Auch seine Faszination für Cruz bringt seine Beziehung in Gefahr. Auf einer Party küssen sich die beiden und werden dabei gefilmt. Als das Video veröffentlicht wird, sieht sich Cruz dazu gezwungen, seine Homosexualität öffentlich zu machen. Cruz wird daraufhin homophob beleidigt. Auch Iván hat mit den Folgen zu kämpfen und versucht dies mit Alkohol zu betäuben. Eines Abends gerät er deshalb außer Kontrolle und Patrick ruft Cruz an. Dieser wird auf dem Weg zu seinem Sohn brutal ermordet. Iván kann den Tod seines Vaters nicht verarbeiten sowie akzeptieren und gibt Patrick die Schuld. Daraufhin trennen sich die beiden, obwohl sie sich lieben.
Mencía lernt das Influencer-Paar Sara und Raúl näher kennen und bemerkt, dass hinter der Fassade der beiden eine brutale Beziehung steckt. Raúl quält Sara um erfolgreich zu sein. Mencía versucht, Sara aus der toxischen Beziehung zu befreien, da sie Gefühle für sie hat. Die beiden werden kurzzeitig ein Paar, aber Sara kehrt zu Raúl zurück. Wenig später trennt sich Sara jedoch von Raúl, der Mencía die Schuld daran gibt.
Isadora eröffnet ihren eigenen Club namens Isadora House und kämpft immer noch mit Panikattacken bezüglich ihrer Vergewaltigung. Fast die ganze Schule glaubt, dass sie gelogen hat. Dies wird noch schlimmer, als Hugo, Javier und Álex freigesprochen werden und zur Schule zurückkehren. In ihrem Club arbeiten Bilal und Didac. Mit letzterem gerät sie aneinander, da auch er der Überzeugung ist, dass sie wegen der Aufmerksamkeit gelogen hat. Mit der Zeit erkennt Didac, der mit Javier befreundet ist, dass Isadora die Wahrheit gesagt hat und hilft ihr dabei, die drei Jungs zu überführen. Außerdem entwickelt er Gefühle für Isadora. Die drei Jungs versuchen Isadora davon zu überzeugen, dass Iván der Drahtzieher der ganzen Vergewaltigung ist. Sie glaubt dies kurzzeitig und distanziert sich von ihm. Dies macht Iván sehr zu schaffen. Als Javier Isadora die Wahrheit erzählt, steht sie Iván bei seiner Trauer zur Seite. Javier bereut was er getan hat und verrät Hugo und Álex, die eine weitere Person vergewaltigen wollen, der Polizei. Alle drei Jungs werden verhaftet und Isadora kommt mit Didac zusammen.
Während einer „Venezianische Karnevalsnacht“ in Isadora House überschlagen sich die Ereignisse: Iván verletzt Patricks Gefühle erneut, merkt jedoch, dass er zu weitgegangen ist, und macht sich auf die Suche nach ihm. Währenddessen feiern Mencía und Sara miteinander. Raúl taucht ebenfalls auf der Party auf und setzt Mencía unter Drogen, damit er mit Sara sprechen kann. Als Didacs Bruder Pau auftaucht, erfährt Isadora, dass seine und ihre Familie Konkurrenten sind. Als sich die Freunde auf die Suche nach Patrick und Ari machen, wird Iván angefahren. Da Mencía ohnmächtig im Fluchtfahrzeug erwacht, glaubt sie, dass sie die Täterin ist. Mit Aris Hilfe vertuscht sie die Tat und verschweigt die Ereignisse ihrem Bruder. Patrick macht sich große Sorgen um Iván, da dieser im Koma liegt. Ari hilft ihrem Vater aus dem Gefängnis, damit die Familie ein neues Leben weit weg von Madrid beginnen können. Sie kann auch ihren Bruder davon überzeugen, dass es für ihn und Iván das Beste ist, wenn sie erst einmal getrennt sind. Schweren Herzens nimmt Patrick Abschied und verlässt mit seiner Familie die Stadt. Weder Ari noch Mencía ahnen, dass in Wahrheit Sara das Fahrzeug gefahren ist. Nach dem Unfall rief diese Raúl an und die beiden schoben den Vorfall Mencía unter. Während Iván aus dem Koma erwacht, wird aus einem fahrenden PKW auf Isadora, Didac und Pau geschossen.

### Staffel 7
Zwei Wochen nach der Schießerei auf Isadora und Dídac, steht Las Encinas nach wie vor unter Schock. Einige Eltern wünschen, dass Dídac von der Schule verwiesen wird, da sie glauben, dass das Verbrechen von dessen Eltern begangen wurde. Aus diesem Grund wurde mit Luís Marín ein neuer Vertrauenslehrer eingestellt. Die Schule begrüßt mit Eric Viveros, der Cousin von Nico, und Chloe Silva neue Schüler. Chloe ist mit ihrer Mutter Carmen nach Madrid zurückkehrt, da diese eine Familienangelegenheit klären muss. Omar, der nach Samuels Tod die Schule verlassen hat, und mittlerweile an einer stattlichen Universität studiert und nach wie vor mit Depressionen zu kämpfen hat, erhält die Chance, zurück an die Las Encinas zu kehren. Dieser zögert zunächst. Als sein Freund Joel ebenfalls ein Stipendium erhält, kehrt er an seine ehemalige Schule zurück, um die Schüler-App zu betreuen. Er ahnt nicht, dass Joel gar kein Stipendium erhielt, sondern Iván ihm die Schule bezahlt. Die beiden haben sich während Iváns Erholung vom Unfall kennengelernt und auf Anhieb verstanden. Iván leidet immer noch an den Folgen seines Unfalles, da alle fälschlicherweise annehmen, dass Patrick diesen verursacht hat, in den er immer noch verliebt ist.
Isadora und Dídac versuchen nach den Ereignissen weiterhin ihre Beziehung aufrechtzuerhalten, jedoch geraten die beiden immer wieder in Streitereien wegen ihrer Familien. Beide Familien glauben, dass die jeweils andere an der Schießerei schuld sei. Die ganze Situation spitz sich noch weiter zu, als Isadoras Vater Martín Artiñán auftaucht. Dídac beobachtet versehentlich eine Korruption von Martin an Richterin Catalina, die Mutter von Rocío. Jedoch glaubt ihm Isadora nicht und trennt sich übergangsweise von ihm. Isadora übernimmt stattdessen die Firmenangelegenheiten der Artiñán. Dídac erfährt, dass Luís für die Polizei arbeitet, und schließt sich ihm an, um Martin zu Fall zu bringen. Rocío, die ihrer Mutter misstraut, kann Isadora von der Korruption überzeugen. Als sie von Dídacs Verbindung zur Polizei erfährt, trennt sie sich endgültig von ihm. Sie stellt ihrem Vater eine Falle und Martin sowie Catalina werden verhaftet.
Chloe wird mit einem Sex-Video von sich in der Schule konfrontiert und wird zum Gesprächsthema. Niemand ahnt, dass Chloe dies selbst online gestellt hat, um Aufmerksamkeit zu erlangen. Sie beginnt eine Affäre mit Eric. Dieser zog bei seinem Cousin Nico ein, da er familiäre Probleme hat. Wie sich später herausstellt, leidet Eric unter einer bipolaren Störung. Auch Nico kämpft um seine Liebe zu Sonia, aber diese kann ihm das Drama mit Ari nicht verzeihen. Als Nico auch noch einen One-Night-Stand mit Chloe hat und Sonia die beiden erwischt, bricht sie mit ihm. Nur langsam nähern sie sich im Verlauf der Staffel wieder an. Des Weiteren leidet Chloe unter der mangelnden Fürsorge ihrer Mutter Carmen. Sie freundet sich mit Iván an und will sich im späteren Verlauf an ihn ranschmeißen. Da offenbart ihr Carmen, dass die beiden Geschwister sind. Carmen unterstützt Iván bei seiner Trauerbewältigung und kommt ihm dabei aufgrund von Drogen intim näher. Als Chloe davon erfährt, zerwürft sie die Beziehung zu ihrer Mutter und gesteht Iván die Wahrheit. Dieser will von den beiden nichts wissen, da er vermutet, dass Carmen nur hinter dem Erbe von seinem Vater her ist. Er überweist ihr zwei Millionen Euro und bricht den Kontakt ab.
Joel führt mit Omar eine Beziehung. Diese zweifelt er jedoch an, da er der Überzeugung ist, dass die beiden diese nur zur Heilung ihrer damaligen Probleme gebraucht haben. Als Joel Iván kennenlernt, ist er sofort von ihm fasziniert und die beiden beginnen eine Affäre. Als Omar davon erfährt, trennt er sich von Joel. Omar, der rückfällig geworden ist, nimmt beinah eine Überdosis. Joel bringt es nicht übers Herz, ihn allein zu lassen, und zieht wieder bei ihm ein. Als er erkennt, dass Omar ihn mit seiner Krankheit „manipuliert“, kehrt er zu Iván zurück. Dieser hat sich mittlerweile für einen kulturellen Austausch an der Parkhurst in Südafrika beworben. Als er die Zusage erhält, bittet er Joel, ihn zu begleiten. Joel will ihm zunächst folgen, erkennt jedoch, dass er endlich seinen eigenen Weg gehen muss, und lässt Iván allein ziehen.
Sara und Raúl führen immer noch eine toxische Beziehung. Sara leidet unter ihrer Schuld an Iváns Unfall und wird deshalb von Raúl unter Druck gesetzt. Mit Hilfe der Sportlehrerin Jessica lernt Sara Selbstverteidigung und wehrt sich immer mehr gegen Raúl. Durch eine Intrige kommt sie aus der Beziehung und wird in den Social-Medien als starke Frau gefeiert. Als sie jedoch sieht, wie Raúl mit Chloe eine Beziehung führt, wird sie eifersüchtig und verführt Raúl erneut. Sie nimmt ihren gemeinsamen Sex auf und schickt das Video an Chloe. Diese ist entsetzt und will sich von Raúl trennen, als sie sein wahres, brutales Gesicht erkennt. Carmen, die die ganze Zeit von der Beziehung nicht begeistert war, stellt Raúl zur Rede. Dabei kommt es zu einer Auseinandersetzung, bei der Carmen Raúl vom Balkon stürzt. Der Tod von Raúl wird als tragischer Unfall abgetan. Carmen ahnt nicht, dass Dalmar, der Mitbewohner von Omar und Joel, die Tragödie mit angesehen und ein Video davon gemacht hat.

### Staffel 8
Einige Wochen nach Raúls Tod beginnt für die Schüler das letzte Jahr an Las Encinas. Dídac und Rocío sind aus Madrid weggezogen. Sara versucht, über den Tod von Raúl hinwegzukommen, und romantisiert diesen. Sie vermutet Chloe hinter dem Verbrechen, welches offiziell als Unfall abgeheftet wurde. Chloe begann eine Beziehung mit Eric, während Sonia mit Dalmar zusammengekommen ist. Dieser kämpft mit seiner Zulassung als spanischer Mitbürger und mit seinem Gewissen, da er weiß, dass Carmen Raúl getötet hat. Iván ist aus Südafrika zurückgekehrt und versucht, seine Beziehung zu Joel wieder aufzubauen, während Isadora mit finanziellen Problemen zu kämpfen hat. Omar bekommt Besuch von seiner Schwester Nadia, während er als Kellner in Isadoras Club arbeitet.
Zu Beginn des Abschlussjahres wird den Schülern der Alumni-Club vorgestellt. Dieser wird von den ehemaligen Schülern Héctor und Emilia Krawietz geführt. Die beiden verfügen über viel Einfluss, weswegen alle gerne Mitglied im Alumni-Club sein wollen, so auch Isadora, Chloe und Joel. Letzterer wird von Héctor gefördert und beginnt eine Affäre mit ihm. Chloe wird ebenfalls Mitglied, wodurch ihre Beziehung zu Eric in eine Krise kommt, da dieser glaubt, dass er nicht gut genug ist. Die beiden beenden vorübergehend ihre Beziehung und Emilia macht sich an Eric ran. Außerdem ist sie auf Joel eifersüchtig und hält nichts von Héctors Besessenheit diesem gegenüber. Joel wird zu einem geheimen Treffen eingeladen und dem Ehepaar Luena und Pier vorgestellt, die ihm Geld für Sex bieten. Er lässt sich darauf ein und verdient sich als Callboy Geld dazu, um unabhängig zu bleiben und die Alumni-Gebühr zu begleichen. Er versöhnt sich mit Iván, und die beiden werden wieder ein Paar.
Dalmar, dessen Aufenthaltsgenehmigung abgelehnt wurde, beschließt, Carmen mit seinem Wissen zu erpressen. Diese geht zunächst auf die Forderungen ein, stellt ihm jedoch eine Falle. Sie sorgt auch dafür, dass er seinen Job als Fahrer eines Lieferservice verliert. Dadurch kapselt er sich von Sonia ab und lässt sich von Chloe verführen. Diese wurde von ihrer Mutter auf ihn angesetzt, da sie sich schuldig an der ganzen Situation fühlt. Daraufhin geht die Beziehung zu Sonia in die Brüche. Chloe und Eric kommen sich wieder näher und sie weiht ihn in den Erpressungsversuch ein. Dalmar erzählt auch Joel von der Erpressung, und dieser will sich darum kümmern. Als Chloe davon erfährt, dass Joel Carmen erpressen will, möchte sie zusammen mit Eric Joel einschüchtern. Währenddessen kommen sich Sara und Nico näher, da dieser ihr über den Tod von Raúl hinweg hilft. Omar ist der Alumni-Club ein Dorn im Auge, auch weil seine Schwester durch diese Gruppierung ein Praktikum in New York erhalten hat. Nach einer Auseinandersetzung mit Héctor wird Omar von den Alumnis zusammengeschlagen und fällt ins Koma. Nachdem er erwacht ist, will er keine Anzeige erstatten, da Héctor und Emilia drohen, Nadia das Stipendium zu nehmen. Deswegen schweigt er.
Isadora versucht alles, um ihren Club wieder zu eröffnen und an finanzielle Mittel zu gelangen. Dadurch verschuldet sie sich und fällt in ihre Drogensucht zurück. Sie widersetzt sich auch ihrem Vater Martín, was zu dessen Tod führt. Mit Hilfe von Iván kann sie ihren Club wiedereröffnen. Immer wieder sucht Luis sie auf und macht ihr das Leben zur Hölle. Er entwickelt eine gefährliche Obsession ihr gegenüber und verlangt für sein Schweigen ihre Zuneigung. Er kommt auch hinter Joels Nebentätigkeit und beschuldigt Isadora der Zuhälterei. Diese stellt Joel zur Rede und bittet ihn, seine Alumni-Kontakte zu nutzen, um sie zu schützen. Er trifft sich mit Luis und droht diesem. Als er abends nach einem Treffen mit Héctor Iván schreiben will, wird er von Luis getötet. Héctor wacht neben dem toten Joel auf und vermutet, dass er ihn getötet hat. Daraufhin lassen Héctor und Emilia die Leiche verschwinden und versuchen, Iván und Dalmar, der versehentlich in die Situation gerät, den Mord anzuhängen. Die beiden werden verhaftet und vor allem Dalmar gerät in den Fokus der Ermittlungen, da er keine Aufenthaltsgenehmigung hat. Carmen sieht darin die Chance ihn loszuwerden und überredet ihn dazu, ein Geständnis abzulegen und dafür zu sorgen, dass seine Familie in ihrer Heimat ausgesorgt haben.
Nach Joels Tod ist Omar sicher, dass die Geschwister Krawietz hinter dem Verbrechen stecken. Seine Schwester überredet ihn die Wahrheit zu sagen, auch wenn es bedeutet, dass sie ihr Stipendium verliert. Héctor verliert sein Vertrauen in seine Schwester, da er die Vermutung hat, dass Emilia Joel aus Eifersucht ermordet hat. Als die Polizei die beiden verhaften will, zeigt Héctor seine Schwester an. Währenddessen gesteht Chloe den anderen, dass sie und Eric Joel bedroht haben und dabei ein Handy im Zimmer platziert haben. Dieses zeichnet den Mord an Joel auf, und Isadora, Iván, Sara, Chloe und Eric erfahren, dass es Luis war. Isadora will Luis überführen. Zur selben Zeit stellt Omar ein Video über die wahren Verhältnisse in Las Encinas und Luis’ Verbrechen online. Dadurch wird Luis verhaftet, aber zuvor von Isadora mit einer Überdosis-Spritze getötet. Dalmar gibt Sara das Video von Raúls Tod, während Chloe und Carmen Madrid verlassen, um ein neues Leben zu beginnen. Las Encinas wird geschlossen und Isadora, Iván, Sara, Sonia und Eric müssen auf eine staatliche Schule, um ihr Schuljahr zu beenden, was für alle einen Kulturschock darstellt.

## Hintergrund
Im Mai 2017 verkündete Netflix, dass sie nach Die Telefonistinnen eine weitere spanische Serie geordert haben. Die Serie wurde von Carlos Montero und Darío Madrona entwickelt, die auch als Produzenten tätig sind. Viele der Darsteller (u. a. Itzan Escamilla, Danna Paola, María Pedraza, Jaime Lorente und Miguel Herrán) waren zuvor in anderen Netflix-Werken zu sehen, die in Spanien und Lateinamerika produziert oder vertrieben wurden. Aufgrund des Erfolges wurde die Serie im Oktober 2018 um eine zweite Staffel verlängert. Die Ensemble-Besetzung wurde für diese Staffel um Georgina Amorós, Claudia Salas und Jorge López ergänzt. Bereits vor Veröffentlichung der zweiten Staffel am 6. September 2019 wurde die Serie um eine dritte Staffel verlängert, die seit dem 13. März 2020 verfügbar ist. Leïti Sène und Sergio Momo erhielten für diese Staffel Hauptrollen.
Zwei Monate vor Veröffentlichung der dritten Staffel wurde bekannt, dass die Serie um zwei weitere Staffeln verlängert wird, die im Frühjahr 2020 in Produktion gehen sollten, aber aufgrund der COVID-19-Pandemie auf den Herbst verschoben werden mussten. Im Mai 2020 bestätigte Netflix offiziell eine vierte Staffel, die am 18. Juni 2021 veröffentlicht wurde. Im selben Zug wurde bekannt, dass Mina El Hammani, Ester Expósito, Álvaro Rico, Paola und López nicht als Hauptdarsteller zurückkehren werden. Neue Hauptrollen wurden mit Carla Díaz, Manu Ríos, Martina Cariddi, Pol Granch, Diego Martín und Andrés Velencoso besetzt. Die Dreharbeiten für die vierte Staffel fanden zwischen August und Dezember 2020 statt. Von den ersten drei Staffeln sollen sich die vierte und fünfte Staffel durch neue Charaktere sowie einer neuen Handlung abheben.
Die offizielle Verlängerung für die fünfte Staffel erfolgte im Februar 2021 mit der Ankündigung, dass Valentina Zenere und André Lamoglia weitere Hauptrollen übernehmen werden und Arón Piper und Miguel Bernardeau nicht als Hauptdarsteller zurückkehren werden. Im März 2021 wurde mit Adam Nourou eine weitere Hauptrolle besetzt. Die Dreharbeiten liefen zwischen Februar und Juni 2021.
Im Oktober 2021 wurde die Verlängerung um eine sechste Staffel bekannt. Anfang 2022 wurden Álvaro de Juana, Carmen Arrufat Blasco, Ana Bokesa, Álex Pastrana und Ander Puig als neue Schauspieler der Staffel präsentiert, während Escamilla, Ayuso, Salas und Amorós die Serie verließen. Die Dreharbeiten fanden zwischen Februar und Juni 2022 statt.
Eine siebte Staffel wurde knapp vier Wochen vor Veröffentlichung der sechsten Staffel im Oktober 2022 bestätigt. Im selben Zug wurde die Rückkehr von Omar Ayuso zur Serie bekannt. Als neue Darsteller der Staffel wurden Mirela Balic, Gleb Abrosimov, Fernando Líndez, Alejandro Albarracín, Iván Mendes und Maribel Verdú angekündigt. Die Verpflichtung der brasilianischen Sängerin und Schauspielerin Anitta wurde im März 2023 bekannt. Gedreht wurde zwischen November 2022 und März 2023.
Im Juli 2023 wurde die Serie um eine achte Staffel verlängert. In dieser kehrt El Hammani als Nadia Shanaa zur Serie zurück, während Ane Rot und Nuno Galleg neu zum Ensemble stoßen. Die Dreharbeiten begannen im August 2023. Im Oktober 2023 wurde bekannt, dass die Serie nach der achten Staffel eingestellt werden soll.

## Besetzung und Synchronisation
Die deutsche Synchronisation entstand unter dem Dialogbuch von Sven Plate, Lioba Schmid, Sigrid Scheurer und Samira Jakobs und der Dialogregie von Sven Plate durch die VSI Berlin GmbH in Berlin.

### Hauptdarsteller
| Rolle                             | Schauspieler           | Hauptrolle (Folgen)             | Nebenrolle (Folgen)                   | Synchronsprecher                                                    |
| --------------------------------- | ---------------------- | ------------------------------- | ------------------------------------- | ------------------------------------------------------------------- |
| Omar Shana                        | Omar Ayuso             | 1.01–5.08, 7.01–8.08            |                                       | Roman Wolko                                                         |
| Nadia Shana                       | Mina El Hammani        | 1.01–4.03, 8.01–8.02, 8.07–8.08 |                                       | Lina Rabea Mohr                                                     |
| Samuel García Domínguez           | Itzan Escamilla        | 1.01–5.08                       |                                       | Sebastian Fitzner                                                   |
| Guzmán Nunier Osuna adopt.        | Miguel Bernardeau      | 1.01–4.08                       |                                       | Sebastian Kluckert                                                  |
| Ander Muñoz                       | Arón Piper             | 1.01–4.08                       |                                       | David Turba                                                         |
| Carla Rosón Caleruega             | Ester Expósito         | 1.01–3.08                       |                                       | Jodie Blank                                                         |
| Leopoldo „Polo“ Benavent Villada  | Álvaro Rico            | 1.01–3.08                       |                                       | David Wittmann (Staffel 1) Amadeus Strobl (Staffel 2–3)             |
| Lucrecia „Lu“ Montesinos Hendrich | Danna Paola            | 1.01–3.08                       |                                       | Victoria Frenz                                                      |
| Fernando „Nano“ García Domínguez  | Jaime Lorente          | 1.01–2.01, 2.03–2.06            | 3.01                                  | Nick Forsberg                                                       |
| Christian Varela Expósito         | Miguel Herrán          | 1.01–2.01                       |                                       | Konrad Bösherz                                                      |
| Marina Nunier Osuna               | María Pedraza          | 1.01–1.08                       |                                       | Melinda Rachfahl                                                    |
| Rebeka Parrilla López             | Claudia Salas          | 2.01–5.08                       |                                       | Esra Vural                                                          |
| Valerio Montesinos Rojas          | Jorge López            | 2.01–3.08                       |                                       | Max Felder                                                          |
| Cayetana Grajera Pando            | Georgina Amorós        | 2.02–5.08                       |                                       | Lea Kalbhenn                                                        |
| Malick                            | Leïti Sène             | 3.01–3.08                       |                                       | Wanja Gerick                                                        |
| Yeray                             | Sergio Momo            | 3.02–3.07                       |                                       | Nicolás Artajo                                                      |
| Patrick Blanco Commerford         | Manu Ríos              | 4.01–6.08                       |                                       | Nicolas Rathod                                                      |
| Ariadna „Ari“ Blanco Commerford   | Carla Díaz             | 4.01–6.08                       |                                       | Daniela Molina                                                      |
| Mencía Blanco Commerford          | Martina Cariddi        | 4.01–6.08                       |                                       | Luisa Wietzorek                                                     |
| Benjamín Blanco Commerford        | Diego Martín           | 4.01–6.01, 6.06, 6.08           |                                       | Sascha Rotermund                                                    |
| Armando de la Ossa                | Andrés Velencoso       | 4.01–5.01, 5.04–5.05            |                                       | Jaron Löwenberg                                                     |
| Philippe Florian von Triesenberg  | Pol Granch             | 4.02–5.08                       |                                       | Tim Schwarzmaier                                                    |
| Isadora Artiñán Goldstein         | Valentina Zenere       | 5.01–8.08                       |                                       | Alice Bauer                                                         |
| Iván Carvalho                     | André Lamoglia         | 5.01–8.08                       |                                       | Vincent Borko                                                       |
| Cruz Carvalho                     | Carloto Cotta          | 5.01, 5.04–6.04, 7.05           |                                       | Julien Haggège                                                      |
| Bilal                             | Adam Nourou            | 5.02–5.04, 5.08–6.08            |                                       | Mohamed Chahrour                                                    |
| Sara                              | Carmen Arrufat         | 6.01–8.08                       |                                       | Friedel Morgenstern (Staffel 6–7) Lydia Morgenstern (Staffel 8)     |
| Nicolás „Nico“ Fernández          | Ander Puig             | 6.01–8.08                       |                                       | Jasper Domanowski (Staffel 6) Oska Melina Borcherding (Staffel 7–8) |
| Raúl                              | Álex Pastrana          | 6.01–7.08                       |                                       | Jan Makino                                                          |
| Dídac Ramos Vico                  | Álvaro de Juana        | 6.01–7.08                       |                                       | Patrick Baehr                                                       |
| Hugo Múler                        | Guillermo Campra       | 6.01–6.08                       | 5.07–5.08                             | Ricardo Richter (Staffel 6)                                         |
| Javier „Javi“                     | Ignacio Carrascal      | 6.01–6.08                       | 5.07–5.08                             | Tim Kreuer (Staffel 6)                                              |
| Alejandro „Álex“ Díaz             | Marc Bonnin            | 6.01–6.08                       | 5.07–5.08                             | Oscar Räuker (Staffel 6)                                            |
| Rocío Owono Durán                 | Ana Bokesa             | 6.02–7.08                       |                                       | Cornelia Waibel                                                     |
| Sonia                             | Nadia Al Saidi         | 7.01–8.08                       | 6.01–6.02, 6.05, 6.07–6.08            | Olivia Büschken                                                     |
| Joel Castellano Soler             | Fernando Líndez        | 7.01–8.08                       |                                       | Marco Eßer                                                          |
| Chloé Ybarra Silva                | Mirela Balić           | 7.01–8.08                       |                                       | Franciska Friede                                                    |
| Eric Viveros                      | Gleb Abrosimov         | 7.01–8.08                       |                                       | Henning Nöhren                                                      |
| Luis Lorenzo Marín Conejero       | Alejandro Albarracín   | 7.01–8.03, 8.05–8.08            |                                       | Nico Mamone                                                         |
| Dalmar Ayaan Correia              | Iván Mendes            | 7.01, 7.03–8.08                 |                                       | Tobias John von Freyend                                             |
| Carmen Silva                      | Maribel Verdú          | 7.01–8.08                       |                                       | Claudia Urbschat-Mingues                                            |
| Jessica                           | Anitta                 | 7.02–7.03, 7.05, 7.08           |                                       | Gabrielle Pietermann                                                |
| Martín Artiñán                    | Leonardo Sbaraglia     | 7.04–7.06, 7.08, 8.03           |                                       | Viktor Neumann (Staffel 7) Till Endemann (Staffel 8)                |
| Fikile Bhele                      | Khosi Ngema            | 7.04                            |                                       | Samina König                                                        |
| Héctor Krawietz                   | Nuno Gallego           | 8.01–8.08                       |                                       | Hannes Maurer                                                       |
| Emilia Krawietz                   | Ane Rot                | 8.01–8.08                       |                                       | Jamie Lee Blank                                                     |
| Yusuf Shana                       | Abdelatif Hwidar       | 8.01, 8.05, 8.07                | 1.02–3.08, 7.07                       | Hans Hohlbein                                                       |
| Imán Shana                        | Farah Hamed            | 8.01, 8.05, 8.07                | 1.02–3.08, 7.07                       | Janine Kreß                                                         |
| Virginia                          | Godeliv Van der Brandt | 8.01–8.02, 8.06, 8.08           | 6.01, 6.04–6.06, 7.01–7.02, 7.04      | Ulrike Stürzbecher                                                  |
| Roberta Goldstein                 | Luz Cipriota           | 8.01, 8.03                      | 6.01, 6.07, 7.01–7.05, 7.07–7.08      | Isabelle Schmidt                                                    |
| Luena                             | María Ordoñez          | 8.01, 8.06–8.08                 | 7.03–7.04, 7.06, 7.08                 | Sonja Spuhl                                                         |
| Pier                              | Mario Ermito           | 8.04–8.05, 8.07                 |                                       | Timo Weisschnur                                                     |
| Guillermina                       | Alexandra Pino         | 8.04–8.05, 8.07                 |                                       | Giuliana Jakobeit                                                   |
| Alfonso Fernández                 | Pepe Ocio              | 8.05                            | 6.02, 6.04–6.06, 7.01–7.02, 7.04–7.08 | Gerrit Hamann                                                       |
| María                             | Olaya Caldera          | 8.05                            | 6.02, 6.05–6.06, 7.01–7.02, 7.04–7.08 | Anna Dramski                                                        |

Anmerkungen:
1. ↑  Wird als Special Guest Appereance in Staffel 8 aufgelistet.
2. 1 2  Wird als Special Guest Appereance aufgelistet.
3. ↑  Wird als Special Guest Star aufgelistet.

### Nebendarsteller
| Rolle                     | Schauspieler      | Nebenrolle (Folgen)              | Synchronsprecher       |
| ------------------------- | ----------------- | -------------------------------- | ---------------------- |
| Inspectora                | Ainhoa Santamaría | 1.01–3.08                        | Martina Treger         |
| Azucena Muñoz             | Elisabet Gelabert | 1.01–4.08                        | Silvia Mißbach         |
| Pilar Domínguez           | Irene Arcos       | 1.01–3.01                        | Anja Stadlober         |
| Ventura Nunier            | Ramón Esquinas    | 1.01–2.02, 2.06–3.01, 3.07       | Peter Flechtner        |
| Laura Osuna               | Rocío Muñoz-Cobo  | 1.01–2.02, 2.06–3.01, 3.07       | Sabine Arnhold         |
| Martín                    | Jorge Suquet      | 1.01–1.06                        | Till Endemann          |
| Beatriz Caleruega         | Lola Marcelli     | 1.02–2.02, 2.07, 3.01, 3.05–3.06 | Denise Gorzelanny      |
| Antonio                   | Alfredo Villa     | 1.02–1.08, 2.06                  | Erich Räuker           |
| Teodoro „Teo“ Rosón       | Rubén Martínez    | 1.04–2.02, 2.07–3.08             | Michael Iwannek        |
| Andrea                    | Liz Lobato        | 1.04–1.08, 2.04–3.08             | Gundi Eberhard         |
| Sandra López Gallego      | Eva Llorach       | 2.01–4.08                        | Heide Domanowski       |
| Victoria Pando            | Marta Aledo       | 2.03–2.08                        | Christin Marquitan     |
| Alexis                    | Jorge Clemente    | 3.02, 3.06                       | Lasse Dreyer           |
| Lieutenant                | Boré Buika        | 4.01–5.08                        | Nicolas Böll           |
| Estefanía von Triesenberg | Rachel Lascar     | 4.07–4.08, 5.06                  | Irina von Bentheim     |
| Greta                     | Iria del Río      | 5.02–5.05                        | Katharina Schwarzmaier |
| Jess                      | Isabel Garrido    | 5.02, 5.04, 5.06                 | Maximiliane Häcke      |
| Felipe                    | Àlex Monner       | 5.05–5.06, 5.08                  | Julius Jellinek        |
| Pau Ramos Vico            | Raúl Mérida       | 6.05, 6.07–7.02, 7.04, 7.06      | Johannes Raspe         |
| Mateo                     | Barnabé Fernández | 7.01, 7.08                       | Marco Sven Reinbold    |
| José Luis                 | Alfons Nieto      | 7.01, 8.06                       | Tino Mewes             |
| Catalina                  | Astrid Jones      | 7.02–7.08                        | Bianca Krahl           |

## Episodenliste
| Staffel | Episodenanzahl | Erstveröffentlichung Spanien | Erstveröffentlichung Deutschland |
| ------- | -------------- | ---------------------------- | -------------------------------- |
| 1       | 8              | 5. Oktober 2018              | 5. Oktober 2018                  |
| 2       | 8              | 6. September 2019            | 6. September 2019                |
| 3       | 8              | 13. März 2020                | 13. März 2020                    |
| 4       | 8              | 18. Juni 2021                | 18. Juni 2021                    |
| 5       | 8              | 8. April 2022                | 8. April 2022                    |
| 6       | 8              | 18. November 2022            | 18. November 2022                |
| 7       | 8              | 20. Oktober 2023             | 20. Oktober 2023                 |
| 8       | 8              | 26. Juli 2024                | 26. Juli 2024                    |